# Berlandia tenebricola
Berlandia tenebricola là một loài nhện trong họ Sparassidae.
Loài này thuộc chi Berlandia. Berlandia tenebricola được Eugène Simon & Jean-Louis Fage miêu tả năm 1922.